# 박영미
박영미(1970년 1월 5일 ~ )는 대한민국의 가수이다. 1989년 MBC 강변가요제에서 《이젠 모두 잊고 싶어요》로 대상을 수상한 뒤 1990년 1집 《박영미》로 가요계에 데뷔했다. 대표곡은 《나는 외로움 그대는 그리움》, 《꿈에서》, 《그대를 잊는다는 건》,《가슴에 차오른 말》 ,《LOVE》등이 있으며 《나는 외로움 그대는 그리움》이 곡은 가수 뷰렛이 리메이크하였고, 4집《파혼》의 수록곡인 "서툰사랑"도 이후에 여성 보컬 그룹 빅마마가 "거부"란 곡으로 리메이크하여 히트를 하기도 했었다. 에일리, 유성은, 소야 등의 보컬 트레이너로도 알려져 있다.

## 앨범
- 1집 《박영미》(1990년) *나는 외로움 그대는 그리움    *꿈에서

- 2집 《추억조차 없던 때로》(1991년) *추억조차 없던 때로  *쉽게 말하지만

- 3집 《다시 생각해 봐》(1995년) *다시 생각해 봐(DUET WITH 윤종신)  *그대를 잊는다는 건

- 4집 《파혼》(1997년) *파혼  *이젠 모두 잊고 싶어요

- 2012년 포레스트 1집 앨범 [이별을 씻다가]

- 2012년 포레스트 싱글 앨범 [화성에서 온 남자 금성에서 온 여자]

- 2015년 New Era *가슴에 차오른 말

- 2019년 C'est moi *LOVE

## 경력
- 그룹 '포레스트' 멤버

- 1996년 뮤지컬 사운드 오브 뮤직사운드 오브 뮤직

- 1998년 뮤지컬 라이프

- 2000년 뮤지컬 라이프

- 2016년 박영미 콘서트(12/17 압구정 일지아트홀)

- 2019년 MBC TV 다시 쓰는 차트쇼 지금 1위는 (5/3,10 제7,8회 출연)

- KBS 1TV 《콘서트 7080》 다수 출연

## OST
- 2005년   SBS다이아몬드의 눈물 OST

## 수상 내역
- 1989년 MBC 강변가요제 대상
- 1991년 상해 아시아음악제 신인부문 금상 (이제는 너와 함께)